# Buxeuil (Vienne)
Buxeuil é uma comuna francesa na região administrativa da Nova Aquitânia, no departamento de Vienne. Estende-se por uma área de 11,96 km². Em 2010 a comuna tinha 937 habitantes (densidade: 78,3 hab./km²).